# Rhizoprionodon terraenovae
Rhizoprionodon terraenovae là một loài cá mập thuộc họ Carcharhinidae, được tìm thấy trong vùng nước cận nhiệt đới của Tây Bắc Đại Tây Dương giữa các vĩ độ 43 ° N, 25 ° S,
Loài cá mập này được tìm thấy ở tây bắc Đại Tây Dương và Vịnh Mexico. Ở độ sâu đến 280 m (920 ft). Chúng thích các vùng ven biển nông (nhỏ hơn 12 m) vùng biển trong thời gian cuối mùa xuân và mùa hè. Trong khi chúng có vẻ thích hơn ở vùng nước ngoài khơi sâu hơn 90 m vùng biển trong những tháng mùa đông. Chúng được tìm thấy quanh năm từ bờ biển phía nam Carolina đến Florida và vào vịnh Mexico.

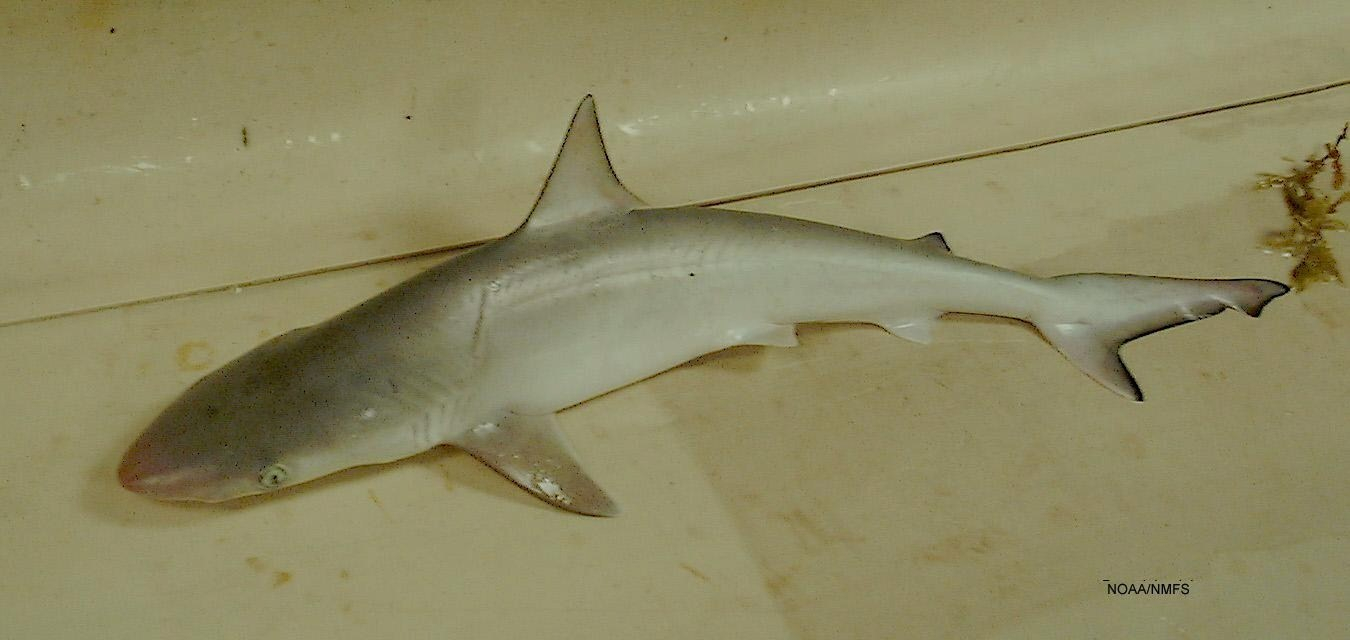
Rhizoprionodon terraenovae

Chúng có chiều dài tối đa là khoảng 1,22 m. Tuy nhiên, con trưởng thành trung bình dài khoảng 99-106,7 cm (39-42 inch). Chúng thường trưởng thành lúc đạt chiều dài 79–89 cm (31-35 inch) và xấp xỉ 2-4 năm tuổi. Loài cá mập này có thể sống đến 9-12 tuổi. Giống như hầu hết cá mập, con cái có kích thước lớn hơn so với nam giới.
Con cái đẻ con một lứa 3-7 con sau một thời gian mang thai 10-11 tháng. Con non mới sinh có kích thước 25–35 cm. Con cái thường được tìm thấy trong các cửa sông biển trong những tháng cuối mùa xuân.